# Jamie Reid
Jamie Reid (Croydon, 16 gennaio 1947 – Liverpool, 8 agosto 2023) è stato un artista, grafico e anarchico britannico, conosciuto principalmente per aver curato l’immagine della band punk Sex Pistols.

## Biografia
Figlio di un redattore di un giornale liberale, frequenta il Croydon Art College dove conosce Malcolm McLaren, futuro manager dei Sex Pistol. Nel 1970 decide di abbandonare il college per fondare il giornale politico Suburban Press, realizzato in una tipografia anarchica autogestita a Croydon.
Da questa esperienza ha origine il suo singolare stile, caratterizzato da collage ottenuti ritagliando lettere e immagini da riviste e giornali. Questa scelta tipografica deriva da una necessità tanto pratica quanto ideologica: in un’epoca precedente ai software di editing, il ritaglio rappresenta un’economica alternativa ai fogli di lettere a pressione di Letraset, ideali per i grafici che avevano bisogno di aggiungere testo a un’immagine. Questa tecnica si adatta perfettamente all'atteggiamento anti-commerciale e rivoluzionario del movimento Punk, donando alle opere di Reid l’aspetto di ransom notes, lettere di riscatto anonime tipicamente utilizzate dai rapitori alle prime armi, e dando vita al cosiddetto diy punk.
Le grafiche di Reid, rifiutando la tipografia tradizionale con un richiamo ai lavori dada e futuristi, sono quindi dotate fin da subito di un chiaro intento provocatorio reso tramite un linguaggio grezzo, colori semplici e diretti, strappi, sovrastampe e serigrafie decostruite.
Nel 1976, dopo cinque anni passati alla guida del Suburban Press, viene invitato da McLaren a prendere parte al progetto artistico della nascente band Sex Pistols. Egli vuole sperimentare direttamente su un gruppo i suoi studi e il suo amore per l’esistenzialismo e il situazionismo. Per questo i Sex Pistols nascono come atto artistico: la loro immagine, apparentemente casuale, è in realtà studiata ad arte. Dal punto di vista di Reid, lavorare con una band rappresenta il modo migliore per trasmettere le sue idee anarchiche e nichiliste, in particolare l’avversione nei confronti delle istituzioni.
Le opere realizzate in collaborazione con la band mostravano con orgoglio il disprezzo del movimento Punk verso la tecnica, in particolare quelle tecniche di marketing utilizzate all’epoca per promuovere le case discografiche mainstream.

Logo dei Sex Pistols.

Infatti, nella copertina Never Mind The Bollocks, Here’s The Sex Pistols (1977), il primo e unico effettivo album dei Sex Pistols, l’obiettivo non era quello di sedurre l'acquirente attraverso forme piacevoli e tinte appaganti, bensì l’opposto: dare dignità a ciò che convenzionalmente si considerava sgradevole. Reid combina colori sgargianti e fluorescenti - rosa e giallo con scritte disposte secondo le forme del blackmail punk . Il fronte copertina presenta un fondo giallo sul quale sono inseriti, attraverso l’utilizzo di due font differenti, il titolo dell’album e, in rosa, il logo della band progettato da Helen Lloyd. Il retro presenta uno sfondo rosa su cui sono stati posizionati, i titoli delle canzoni.
Lo schema di colori accennati voleva essere paragonabile a quello di un qualsiasi prodotto dell’immaginario consumista, come una confezione di detersivo per bucato, questo perché  - come Reid affermò - si voleva che “l'album fosse visto come un prodotto, ma allo stesso tempo prendesse in giro il prodotto stesso." L’artefatto rispecchia perfettamente il concetto dell’album, che non aveva nessuna pretesa a livello musicale;  voleva essere “non meglio, non peggio, solo spazzatura usa e getta.”
Altra opera realizzata da Reid in collaborazione con i Sex Pistols è l’adattamento del ritratto del Giubileo d'argento di Elisabetta II per il singolo God Save The Queen (1977), definito da The Observer come “La singola immagine più iconica del Punk”.
Per comprendere il significato dell’opera grafica, è necessario ricordare il messaggio trasmesso dalla canzone. Secondo Johnny Rotten, frontman del gruppo: “Questo maledetto disco non riguarda la Regina, ma quello che tu senti nei confronti di quella donna. È come qualsiasi altra persona, ma a guardarla alla televisione non sembra un essere umano. È un manichino che si portano in giro su un carrello.”
In particolare, il testo riporta:
“Dio salvi la regina
Il regime fascista
Loro ti hanno fatto un deficiente
Potenziale bomba H
Dio salvi la regina
Lei non è un essere umano
Qui non c'è futuro
Nei sogni degli inglesi”
Ispirandosi a questo urlo di ribellione, Reid si permette di sfigurare il volto della regina, strappandole gli occhi e la bocca, i quali vengono sostituiti dal titolo del singolo e dal nome della band, sempre ottenuti attraverso la tecnica del décollage. Il ritratto in bianco e nero posto su una colorata Union Jack spingono l’osservatore a concentrarsi maggiormente sullo sfondo, rendendo la presenza della regina meno rilevante. In questo modo, nonché attraverso gli squarci sul volto di Elisabetta II, le idee anarchiche del grafico traspaiono in un’altra delle sue opere: la monarchia dovrebbe essere abolita. La rimozione degli occhi contiene ulteriore simbolismo, come se la regina avesse intenzionalmente deciso di non vedere, ignorando le condizioni del popolo inglese.
God Save The Queen, come tutti i lavori di Jamie Reid, è un’opera capace di trasmettere valori e ideali attraverso grafiche dirette e controverse, tanto da diventare l’icona per eccellenza dell’estetica Punk.
Reid è un perfetto esempio di un ideale, in questo caso anarchico e situazionista, che si manifesta sotto forma di immagini e viene incarnato nelle forme e scelte grafiche. Anche in seguito allo scioglimento dei Sex Pistols, avvenuto nel 1979, e il graduale tramonto del movimento punk, la storia, l’attualità e la personale visione della società continuano a penetrare all’interno della sua produzione artistica essendone componente fondamentale e centrale.
L’impegno politico del grafico trova un nuovo sbocco musicale nel 1988. Reid realizza, infatti, il poster Disaster Queen e la copertina del singolo No Clause 28 per la campagna del cantautore britannico Boy George contro la Clausola 28, la quale obbligava le autorità locali a “non promuovere intenzionalmente l'omosessualità o pubblicare materiale con l'intenzione di promuovere l'omosessualità" o "promuovere l'insegnamento in qualsiasi scuola finanziata dallo stato dell'accettabilità dell'omosessualità come pretesa relazione familiare".
Nel 1994, Reid collabora con il gruppo tedesco Atari Teenage Riot, esprimendo il proprio dissenso al Criminal Justice And Public Order Act, il quale prevedeva una restrizione dei diritti e maggiori sanzioni per le persone accusate di comportamenti antisociali.